# Reinhard Saftig
Reinhard Saftig (ur. 23 stycznia 1952 w Uersfeld) – niemiecki trener piłkarski. W swojej karierze szkoleniowej prowadził m.in. takie kluby jak: Bayern Monachium, Borussia Dortmund, czy Galatasaray SK. W latach 2003–2005 pracował jako szef skautów Borussii Dortmund, a w latach 2005–2008 jako dyrektor sportowy Arminii Bielefeld.